# Grande Terre (Isole Kerguelen)
La Grande Terre delle Kerguelen (nota anche come isola della Desolazione) è l'isola principale dell'arcipelago delle Isole Kerguelen, possedimento francese nell'oceano Indiano.

## Geografia

### Dimensioni
Grande Terre misura circa 150 chilometri di lunghezza da ovest a est e circa 120 chilometri di larghezza da nord a sud. La sua superficie è di 6 675 km², cosa che la rende nei fatti la terza maggiore isola francese dopo l'omonima Grande Terre della Nuova Caledonia e la Corsica. L'isola rappresenta d'altronde il 90% della superficie totale delle Isole Kerguelen.

### Morfologia
Le coste dell'isola, dal contorno molto frastagliato, sono caratterizzate da numerose insenature di varie dimensioni delle quali la maggiore è il golfo dei Balenieri, situato lungo il litorale nordorientale dell'isola.